# Simeliberg
Simeliberg is een sprookje uit Kinder- und Hausmärchen (KHM142), opgetekend door de gebroeders Grimm.

## Het verhaal
Er zijn een rijke en arme broer, de arme broer rijdt door het bos en ziet een kale berg die hij niet eerder heeft gezien. Er komen twaalf wildemannen aan en hij verstopt zich en hoort de mannen roepen: "Semsiberg, Semsiberg, open u". De berg opent zich en de mannen gaan naar binnen en komen met zware zakken weer buiten, waarna ze de berg de opdracht geven zich te sluiten. De ingang is weg en de arme man klimt uit de boom en herhaalt wat de mannen hebben gezegd. De berg gaat open en de man ziet een hol vol zilver, goud, parels en edelstenen. De man neemt wat goud mee en gaat naar huis, hij en zijn vrouw en kinderen kunnen nu eten. Ze leven opgewekt en geven aan de armen. Als het geld op is, gaat de man naar zijn broer om een schepel te lenen en hij haalt weer wat goud. Opnieuw raakt hij de grote schatten niet aan en dit herhaalt zich een derde keer.
Maar de rijke broer is jaloers en hij bestrijkt de schepel met pek en als de broer het ding teruggeeft, ziet hij een goudstuk aan de schepel. De broer zegt dat hij koren en gerst heeft afgemeten, maar moet later de waarheid opbiechten. De rijke broer rijdt meteen naar de berg en hij laat hem openen. Hij ziet de rijkdommen en laadt zoveel edelstenen op zijn rug als hij dragen kan. Zijn hart en hoofd zijn vol door de schatten en hij weet niet meer hoe de berg open moet. Hij roept: "Simeliberg, Simeliberg, open u", maar de berg blijft stil. De man wordt verward en 's avonds komen de twaalf broers binnen en ze zijn blij dat ze de dief eindelijk te pakken hebben. De man vertelt dan dat het zijn broer is geweest, maar dan wordt hij onthoofd.

## Achtergronden bij het sprookje
- Het sprookje komt uit Münsterland.
- Het sprookje is afkomstig uit het beroemde verhaal over Ali Baba en de berg Sesam uit Duizend-en-één-nacht, dat zich ook in Europa had verspreid (zie ook: Sesam, open u). Daar is echter sprake van 40 rovers, niet van 12. Het aantal van twaalf rovers is misschien afkomstig uit de Russische legende van Pitirim, die in een bekend volksliedje voortleeft.
- Een vergelijkbaar sprookje komt voor in de Harz, er zijn ook andere schriftelijke overleveringen. Denk ook aan de bergnamen uit het Guggisberglied, het oudste volkslied van Zwitserland.
- Simeliberg doet denken aan simsalabim, een toverspreuk.
- Simeli is een oeroude Europese naam, zie ook Simon.
- De twee broers komen vaak voor in sprookjes, bijvoorbeeld in Het zingende botje (KHM28) en De twee gebroeders (KHM60).
- Vergelijk Grootoog en Kleinoog.
- Vergelijk met Het verhaal van Schele Guurte.
- Zie ook Grafheuvel.